# Peter Marius Andersen
Peter Marius Andersen (Kopenhagen, 25 april 1885 – aldaar, 20 maart 1972) was een Deens voetballer, die speelde als aanvaller voor de Deense club BK Frem. Hij overleed op 86-jarige leeftijd.

## Interlandcarrière
Andersen speelde één interland voor de Deense nationale ploeg, waarmee hij in 1908 deelnam aan de Olympische Spelen in Londen. Daar won de selectie onder leiding van de Engelse bondscoach Charles Williams de zilveren medaille. In de finale, gespeeld op 24 oktober 1908 in het White City Stadium, bleek gastland Engeland met 2-0 te sterk. Andersen speelde alleen mee in Denemarkens eerste wedstrijd, de 9-0-overwinning op Frankrijk-B.